# Carl Mollwo
Carl Mollwo, auch Karl Mollwo (* 21. März 1870 in Lübeck; † 15. Januar 1929 in Berlin) war ein deutscher Wirtschaftshistoriker, Volkswirt und Hochschullehrer.

## Leben
Carl Mollwo war ein Sohn des praktischen Arztes Carl Andreas Hermann Mollwo (1836–1909) und dessen Ehefrau Henriette, geb. Kruse. Er war ein Cousin des fast gleichaltrigen Historikers Ludwig Mollwo und der Malerin Anna Mollwo.
Mollwo besuchte das Katharineum zu Lübeck bis zum Abitur Ostern 1889 und studierte Geschichte, Nationalökonomie und Geographie an den Universitäten Freiburg, Leipzig und Marburg. 1894 wurde er in Leipzig mit einer von Karl Lamprecht betreuten wirtschaftshistorischen Dissertation über Lübecker Zollrollen zum Dr. phil. promoviert. 1895 bestand er die Prüfung für das Höhere Lehramt.
Von 1896 bis 1898 war er als Wissenschaftlicher Hilfsarbeiter am Stadtarchiv Köln tätig, danach kehrte er nach Lübeck zurück und wurde Sekretär der Handelskammer. In dieser Zeit entstand seine Edition des Handlungsbuchs der Kaufleute Hermann und Johann Wittenborg. 1902 ging er für weitere Studien an die Universität Tübingen, wo er sich 1906 mit einer Arbeit über das Rote Buch der Stadt Ulm habilitierte.
Im selben Jahr wurde er Privatdozent an der erst 1904 gegründeten Technischen Universität in Danzig. 1911 wechselte er, ebenfalls als Privatdozent, an die Technische Hochschule Charlottenburg, wo er Nationalökonomie und Wirtschaftsgeschichte lehrte. Zugleich war er Geschäftsführer des Centralverbands des Deutschen Bank- und Bankiergewerbes, einem Vorgänger des Bundesverbands deutscher Banken.
Seit 1899 war er verheiratet mit Clara, geb. Eckermann, einer Tochter des Rittergutsbesitzers Gustav Eckermann auf Pötenitz und Johannstorf. Das Paar hatte zwei Töchter und drei Söhne.

## Werke
- Die ältesten lübischen Zollrollen. 1894 (Diss.), HDL
- (Hrsg.): Das Handlungsbuch von Hermann und Johann Wittenborg. Leipzig: Dyk 1901

Digitalisat
- Das rote Buch der Stadt Ulm. (= Württembergische Geschichtsquellen 8), Stuttgart: Kohlhammer 1905

Digitalisat, Internet Archive